# Paramaribo Papers
Paramaribo Papers is een Nederlands-Surinaamse politieke thriller uit 2002 van Ger Poppelaars met in de hoofdrollen Mark Rietman en Kenneth Herdigein. De film kwam in de bioscoop in Suriname en werd in Nederland uitgebracht als Telefilm.
Ger Poppelaars schreef het scenario en maakte daarbij gebruik van de adviezen van Rudy Kross die adviseur was van de Surinaamse voormalige president Desi Bouterse. De galapremière van Paramaribo Papers was in april 2002 in Bioscoop Tower in Paramaribo. 
De film werd met een Surinaams-Nederlandse cast en crew gedraaid in september en oktober 2001. 

## Rolverdeling
- Mark Rietman als Robert Lipmann
- Daniëlla Mercelina als Elvira Poelgeest
- Kenneth Herdigein als Raymond Markelo
- Wilgo Baarn als Jopie
- Farida van den Stoom als Cynthy
- Iwan Brave als Kevin Poelgeest
- Dennis Rudge als adjudant

## Verhaal
In het politiek onrustige Suriname van 1982 gaat geheim agent Robert Lipmann in opdracht van de Nederlandse regering op zoek naar de verdwenen Nederlandse journalist Kevin Poelgeest. Met de hulp van Poelgeest’s zus, Elvira, advocate en tevens  minnares van bevelhebber Raymond Markelo, ontdekt Lipmann het bestaan van de Paramaribo Papers, het bewijs van de betrokkenheid van Nederland bij de Sergeantencoup van 25 februari 1980. Lipmann moet alles op alles zetten om deze documenten te pakken te krijgen en het land uit te smokkelen, net op het moment dat Paramaribo te maken krijgt met de Decembermoorden van 1982.